# Sam Darnold
Samuel Richard Darnold (Dana Point, 5 giugno 1997) è un giocatore di football americano statunitense che milita nel ruolo di quarterback per i Seattle Seahawks della National Football League (NFL).

## Carriera universitaria
Darnold alla San Clemente High School, giocò a football e a basket. Considerato un prospetto a quattro stelle dal sito Rivals.com, al college si unì alla squadra di football degli USC Trojans. Nel primo anno non scese mai in campo mentre nel secondo iniziò come riserva, venendo nominato titolare dopo tre gare. In quella stagione stabilì diversi record per un debuttante a USC, portando i Trojans a otto vittorie consecutive e alla vittoria del Rose Bowl. Considerato il principale favorito per l'Heisman Trophy 2017, ebbe un inizio di stagione lento ma riuscì a riprendersi, portando i Trojans al Cotton Bowl. A fine anno annunciò la sua decisione di passare tra i professionisti.
Vittorie e premi
- First-team All-Pac-12 (2017)
- Archie Griffin Award (2016)
- Pac-12 Offensive Freshman of the Year (2016)

## Carriera professionistica

### New York Jets

#### Stagione 2018

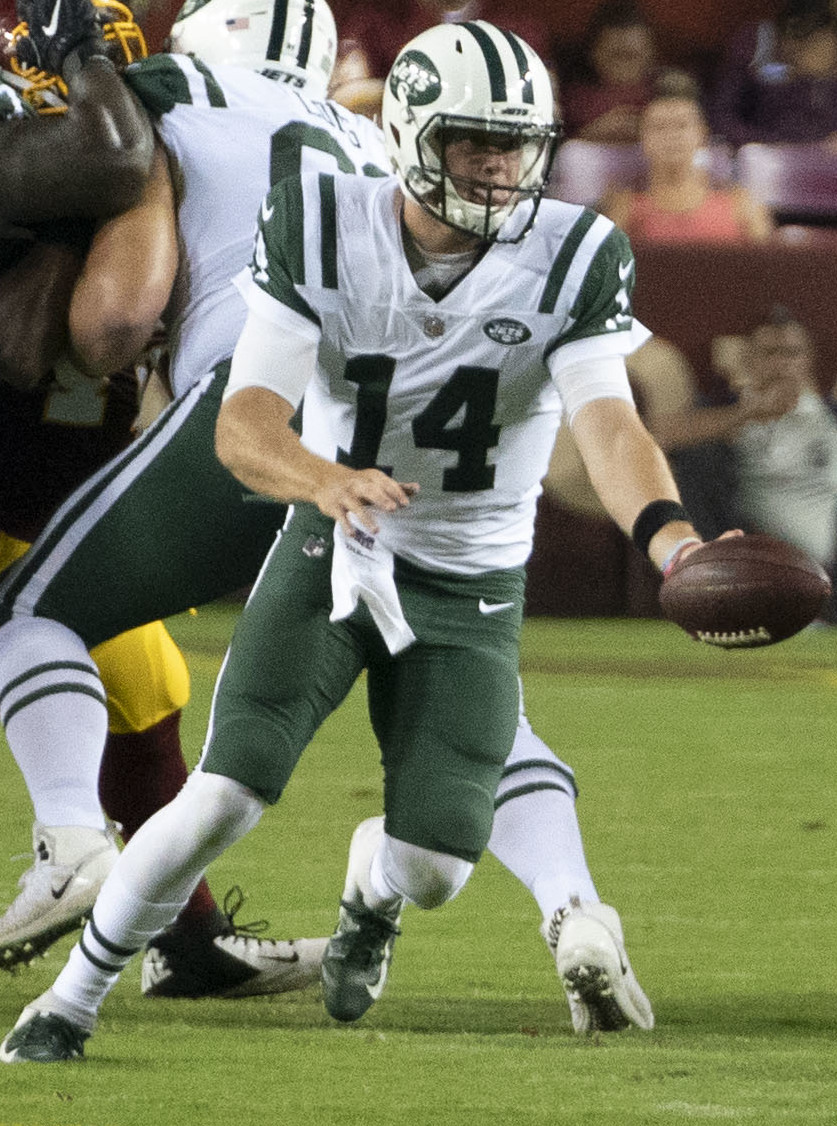
Darnold nel 2018

Darnold era considerato da diverse pubblicazioni come il favorito per essere chiamato come primo assoluto nel Draft NFL 2018. Il 26 aprile 2018 fu scelto come terzo assoluto nel Draft NFL 2018 dai New York Jets. Il 29 agosto il club nominò Darnold titolare per la prima gara della stagione dopo avere scambiato Teddy Bridgewater con i New Orleans Saints. Il primo passaggio da professionista fu intercettato e ritornato in touchdown dagli avversari ma nel corso della gara di debutto si riprese portando i Jets a segnare 48 punti contro i Detroit Lions, completando 16 passaggi su 21 per 198 yard e 2 touchdown. Sette giorni dopo stabilì un nuovo record di franchigia per un rookie passando 334 yard nella sconfitta contro i Miami Dolphins. Dopo tre sconfitte consecutive, i Jets tornarono alla vittoria nel quinto turno in una gara terminata con 3 touchdown e un intercetto subito.
Nella settimana 9 Darnold subì un infortunio al piede destro che lo costrinse a saltare le gare successive. Tornò in campo nella settimana 14 contro i Buffalo Bills guidando il drive della vittoria negli ultimi minuti. La sua prima annata si chiuse con 2.865 yard passate, 17 touchdown e 15 intercetti subiti, quest'ultimo il secondo peggior risultato della NFL.

#### Stagione 2019

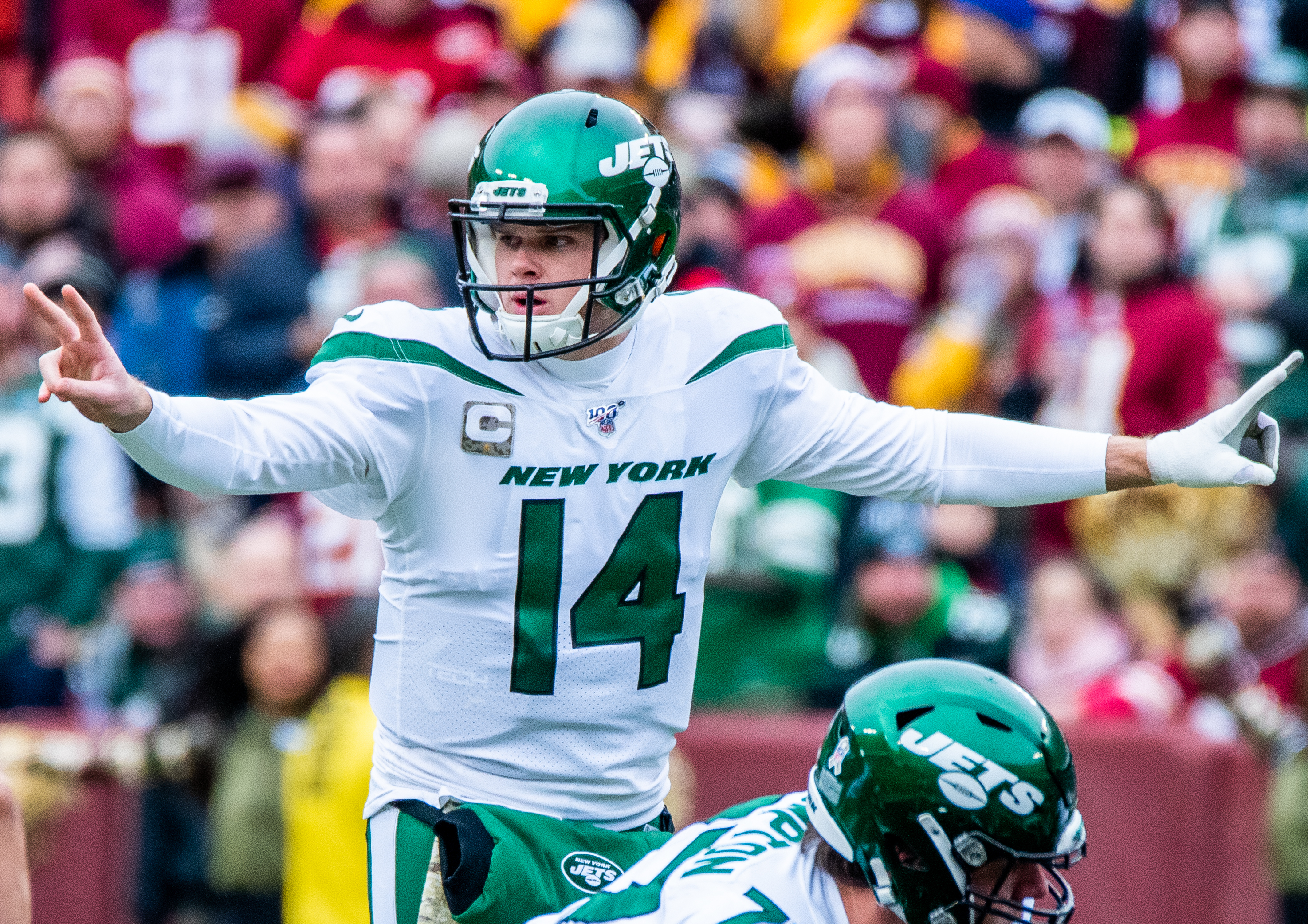
Darnold nel 2019

Il 12 settembre 2019 fu annunciato che Darnold avrebbe saltato la gara del secondo turno della stagione 2019 a causa della mononucleosi. Tornò in campo nel sesto turno trascinando i Jets alla prima vittoria stagionale contro i Dallas Cowboys con 338 yard passate e 2 touchdown, venendo premiato come miglior giocatore offensivo della AFC della settimana. In quella partita completò un passaggio da 92 yard, il secondo più lungo della storia della franchigia. La sua stagione si chiuse con 3.024 yard passate, 19 touchdown e 13 intercetti subiti, mentre nelle 13 partite che disputò come titolare ebbe un record di 7-6.

#### Stagione 2020
Nel 2020 Darnold e i Jets persero le prime quattro gare, prima che il quarterback fosse costretto a saltare due turni per infortunio. Tornò in campo nella settimana 7 contro i Buffalo Bills ma la sua squadra uscì nuovamente sconfitta. Fu nuovamente assente dalla settimana 8 alla settimana 11, tornando titolare con i Dolphins in cui ebbe per la prima volta in stagione tutti i suoi migliori ricevitori a disposizione, ma i Jets subirono l'11ª sconfitta in altrettante partite. I Jets evitarono l'onta di una stagione di sole sconfitte nel 15º turno grazie alla vittoria a sorpresa in casa dei Los Angeles Rams in cui Darnold completò il 70% dei suoi passaggi per 207 yard e un touchdown. La settimana successiva giunse la seconda vittoria consecutiva contro i Cleveland Browns in cui passò 175 yard e 2 touchdown. La sua annata si chiuse con 2.208 yard passate, 9 touchdown e 11 intercetti in 12 presenze.

### Carolina Panthers

#### Stagione 2021
Il 5 aprile 2021, Darnold fu scambiato con i Carolina Panthers per una scelta del sesto giro del Draft NFL 2021 e per le scelte del secondo e del quarto giro del 2022. Debuttò con la nuova maglia proprio contro i Jets passando 279 yard nella vittoria per 19-14. Concluse una stagione non fortunata con 12 presenze, di cui 11 come titolare, con 2.527 yard passate, 9 touchdown e 13 intercetti subiti.

#### Stagione 2022
Nel 2022 i Panthers acquisirono il quarterback Baker Mayfield e Darnold fu spostato nel ruolo di riserva. Nel corso della terza gara di pre-stagione contro i Bills, il quarterback lasciò la partita per un problema a una caviglia, infortunio che richiese sei settimane di recupero. Il 1º settembre 2022 fu inserito in lista infortunati. Il 7 novembre tornò nel roster attivo. Dopo delle cattive prestazioni di Mayfield e della riserva P.J. Walker, Darnold fu nominato titolare per la gara della settimana 12 contro i Denver Broncos. In quella partita passò 164 yard e un touchdown senza perdere palloni, vincendo per 23-10. Nel penultimo turno i Panthers sfidarono i Buccaneers per un insperato titolo division e nonostante la sconfitta Darnold giocò ancora bene passando 341 yard e 3 touchdown.

### San Francisco 49ers

#### Stagione 2023
Il 13 marzo 2023 Darnold firmó un contratto di un anno con i San Francisco 49ers. Il 23 agosto fu annunciato che aveva battuto la concorrenza di Trey Lance per il ruolo di prima riserva del quarterback titolare Brock Purdy. Nell'ultimo turno, con i 49ers già sicuri del primo posto nel tabellone della NFC, partì come titolare contro i Los Angeles Rams, passando 189 yard, un touchdown e un altro segnato su corsa, nella sconfitta per 21-20.

### Minnesota Vikings

#### Stagione 2024

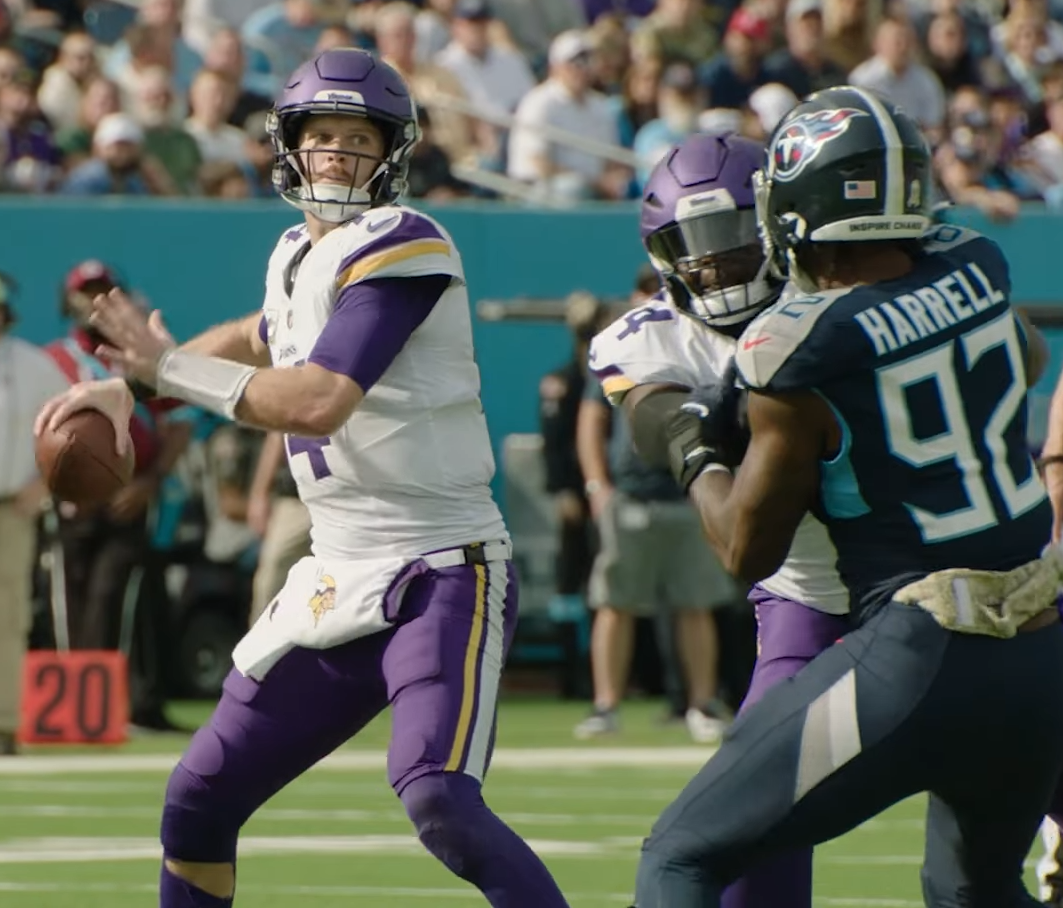
Darnold nel 2024

L'11 marzo 2024 Darnold firmò un contratto annuale del valore di 10 milioni di dollari con i Minnesota Vikings. Lì avrebbe dovuto svolgere il ruolo di riserva del rookie scelto nel primo giro J.J. McCarthy ma quando questi si infortunò per tutta la stagione durante il pre-campionato, Darnold fu nominato titolare, debuttando con un'ottima prova nel primo turno contro i Giants in cui completò 19 passaggi su 24 per 208 yard, due touchdown e un intercetto nell'agevole vittoria per 28-6. Nel terzo turno passò quattro touchdown nella vittoria per 34-7 sui Texans, in quella che fu la prima volta in carriera che passò più di un touchdown in tre gare consecutive. Divenne così il quarto quarterback della storia dei Vikings a vincere tutte le prime tre gare in stagione, dopo Fran Tarkenton, Daunte Culpepper e Brett Favre. La settimana successiva divenne il primo quarterback dell'era Super Bowl a vincere e a passare almeno due touchdown in ognuna delle prime quattro partite con una squadra, nella vittoria per 31-29 sui Packers. Alla fine di settembre fu premiato come miglior giocatore offensivo della NFC del mese in cui guidò la NFL con 11 passaggi da touchdown.
Nella settimana 12 i Vikings batterono i Bears ai tempi supplementari, dove Darnold completò sei passaggi su sei per 90 yard. La sua partita si chiuse con 330 yard passate e 2 touchdown. La settimana successiva portò i Vikings a recuperare uno svantaggio di 19-6 nel terzo quarto con 235 yard e 2 touchdown, andando a vincere contro gli Arizona Cardinals per 23-22. Fu la prima vittoria in carriera dopo che la sua squadra si era trovata in svantaggio di 13 punti: nelle precedenti 23 occasioni era sempre stato sconfitto. Sette giorni dopo fece registrare i nuovi primati personali in touchdown passati (5) e passer rating (157,9), passando 347 yard nella vittoria sugli Atlanta Falcons. I 42 punti segnati dai Vikings furono il massimo della squadra dal 2019 e per questa prestazione fu premiato come miglior giocatore offensivo della NFC della settimana. Nel sedicesimo turno passò 246 yard e 3 touchdown nella vittoria esterna sui Seattle Seahawks raggiungendo quota 13 vittorie in stagione, tante quante ne aveva vinte in tre anni con i Jets. La settimana successiva passó un nuovo primato personale di 377 yard, con 3 touchdown e un intercetto, nella vittoria sui Packers, stabilendo un record NFL per numero di vittorie per un quarterback titolare alla prima stagione con una nuova squadra. A fine stagione fu convocato per il suo primo Pro Bowl dopo essersi classificato quinto nella NFL in yard passate (4.319) e in passaggi da touchdown (35), mentre fu sesto in passer rating (102,5). Giunse inoltre decimo nel premio di MVP della NFL.

### Seattle Seahawks
Il 10 marzo 2025 Darnold firmò un contratto triennale del valore di 100 milioni di dollari con i Seattle Seahawks.

## Palmarès

### Franchigia
- National Football Conference Championship: 1

San Francisco 49ers: 2023

### Individuale
- Convocazioni al Pro Bowl: 1

2024
- Giocatore offensivo della NFC del mese: 1

settembre 2024
- Giocatore offensivo della AFC della settimana: 1

6ª del 2019
- Giocatore offensivo della NFC della settimana: 1

14ª del 2024